# Pelobatrachus
Pelobatrachus — род бесхвостых земноводных из семейства рогатых чесночниц. Раньше он был считался синонимом рода Megophrys до 2021 года, когда он был возрожден как отдельный род. Населяют Юго-Восточную Азию, а именно Малайский полуостров, Суматру, Борнео и Филиппины. 

## Классификация
На октябрь 2023 года в род включают 7 видов:
- Pelobatrachus baluensis (Boulenger, 1899) — Борнеоская чесночница
- Pelobatrachus edwardinae (Inger, 1989)
- Pelobatrachus kalimantanensis Munir, Hamidy, Matsui, Iskandar, Sidik, and Shimada, 2019
- Pelobatrachus kobayashii (Malkmus and Matsui, 1997)
- Pelobatrachus ligayae (Taylor, 1920)
- Pelobatrachus nasutus (Schlegel, 1858)
- Pelobatrachus stejnegeri (Taylor, 1920)